# Бретис-Меурнеоба
Бретис-Меурнеоба (груз. ბრეთის მეურნეობა) — село в Грузии, на территории Карельского муниципалитета края (мхаре) Шида-Картли.

## География
Село находится в центральной части Грузии, к востоку от реки Проне Восточная, на расстоянии приблизительно 7 километров (по прямой) к северо-востоку от города Карели, административного центра муниципалитета. Абсолютная высота — 707 метров над уровнем моря.

## Население
По результатам официальной переписи населения 2014 года в Бретис-Меурнеобе проживало 422 человека (204 мужчины и 218 женщин). В национальной структуре населения грузины составляли 96,7 %, осетины — 1,7 %, армяне — 1,2 %.